# Tensegrity

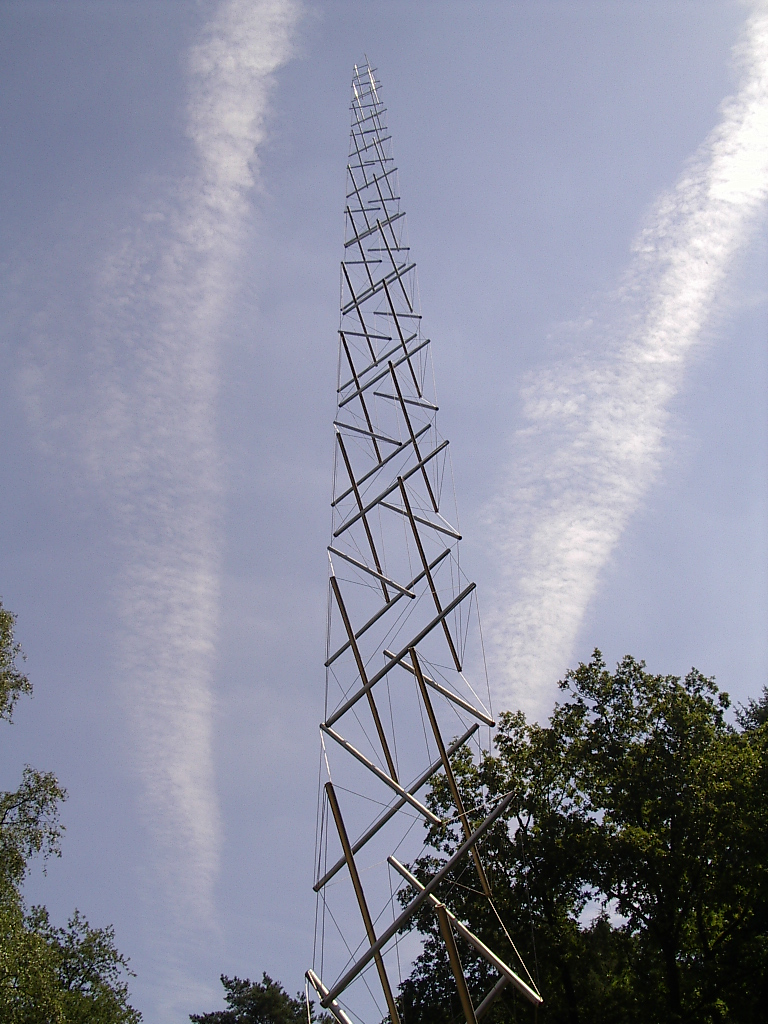
Needle Tower door Kenneth Snelson

Tensegrity is een samentrekking van tension en structural integrity. Het verwijst naar de integriteit van structuren gebaseerd op een evenwicht tussen trek- en drukbelastingen. De trekkrachten worden opgevangen in flexibele staalkabels. De drukkrachten worden opgevangen in staven van staal, aluminium of hout.
Tensegrity werd als eerste benut door Kenneth Snelson om structuren te maken zoals zijn 18 meter hoge Needle Tower in 1968.
De term 'tensegrity' wordt toegeschreven aan Buckminster Fuller. Fuller is onder andere bekend door zijn geodetische koepels, die hij ontwikkelde op basis van de concepten die gedemonstreerd worden door Snelson door middel van zijn structuren.